# Thymoites cancellatus
Thymoites cancellatus är en spindelart som beskrevs av Cândido Firmino de Mello-Leitão 1943. 
Thymoites cancellatus ingår i släktet Thymoites och familjen klotspindlar. Inga underarter finns listade i Catalogue of Life.